# Für alle Fälle Familie
Für alle Fälle Familie ist eine deutsche Telenovela, die seit dem 7. Oktober 2024, jeweils montags bis freitags, auf Sat.1/Sixx ausgestrahlt wird und auf Joyn gestreamt werden kann. In den Hauptrollen sind u. a Anna Angelina Wolfers und Isabel Varell zu sehen. Sie ersetzte zunächst Notruf auf seinem Sendeplatz und wurde später selbst von Lenßen hilft ersetzt.

## Handlung
Die Juristin Julia Beyer zieht nach einer Trennung gemeinsam mit Teenager-Sohn Theo zu ihrer Mutter Inga an die Mosel, um als Familienrichterin am Amtsgericht tätig zu sein. Neben privaten und familiären Verwicklungen werden auch Herausforderungen im Amtsgericht Sonnstein thematisiert.

## Besetzung
| Schauspieler          | Rolle              | Episoden | Staffel | Anmerkung |
| --------------------- | ------------------ | -------- | ------- | --- |
| Anna Angelina Wolfers | Julia „Jule“ Beyer | 1–       | 1–      | Familienrichterin; Mutter von Theo; Tochter von Inga; Schwester von Daniel und Halbschwester von Katrin; Noch-Ehefrau von Stefan; Schwägerin von Alain; Ex-Affäre von Chris (Hauptprotagonistin und Voiceover) |
| Isabel Varell         | Inga Hambacher     | 1–       | 1–      | Mutter von Jule, Katrin und Daniel; Jugendfreundin und Freundin von Michael (Co-Protagonistin) |
| Arne Löber            | Marco Frentzel     | 1–       | 1–      | Polizist; Nachbar von Inga; Ex-Freund von Jana; Vater von Lili (Co-Protagonist) |
| Kai Albrecht          | Chris Hartmann     | 1–       | 1–      | Anwalt; Ex-Affäre von Jule (Co-Protagonist) |
| Aurel Klug            | Theo Beyer         | 1–       | 1–      | Schüler; Sohn von Jule und Stefan; Enkel von Inga; Neffe von Daniel, Katrin und Alain; Freund von Lara (Co-Protagonistin)                                                                                      |
| Katharina Kron        | Lara Heinrichs     | 3-       | 1-      | Schülerin; Freundin von Theo |
| Julia Schmitt         | Maria Böhm         | 1–       | 1–      | |
| Martin Armknecht      | Dr. Robert Hagen   | 1–       | 1–      | |
| Stefan Hartmann       | Daniel Hambacher   | 2–       | 1–      | Sohn von Inga; Bruder von Jule und Halbbruder von Katrin; Schwager von Alain; Onkel von Theo |
| Antje Hamer           | Katrin Batma       | 3–       | 1–      | Halbschwester von Jule und Daniel; Tochter von Inga und Michael; Frau von Alain; Tante von Theo; Enkelin von Johann                                                                                            |
| Tayfun Baydar         | Alain Batma        | 3–       | 1–      | Mann von Katrin; Schwiegersohn von Inga und Michael; Schwager von Daniel und Jule; Onkel von Theo |
| Klaus Nierhoff        | Michael Maringer   | 15–      | 1–      | Jugendfreund und Freund von Inga; Vater von Katrin; Schwiegervater von Alain; Sohn von Johann |

## Produktion
Die Dreharbeiten begannen Anfang Juli 2024 in Köln, manche Außenszenen entstanden an der Mosel in Cochem sowie in Rhöndorf am Rhein.  Aber auch Valwig spielte eine nicht unwesentliche Rolle. Auch die Orte rundherum, wie z. B. Beilstein sind regelmäßig zu sehen. Die erste Staffel umfasst 80 Episoden und wird um 18:00 Uhr ausgestrahlt. Die Produktion erfolgt durch die Bavaria Fiction.

## Ausstrahlung
Die Verbreitung auf Joyn erfolgte bereits ab dem 4. Oktober 2024, ab dem 7. Oktober 2024 sendete Sat.1 um 18:00 Uhr. Dort ersetzte die Vorabendserie die Sendung Notruf. Ab dem 18. November 2024 übernahm „Lenßen hilft“ den Sendeplatz von „Für alle Fälle Familie“, aufgrund zu niedriger Einschaltquoten. Der Sendeplatz von „Für alle Fälle Familie“  wurde auf den Schwestersender Sixx verschoben. Dort geht es von Montags-Freitags um 8 Uhr weiter.